# Warsaw Voice
Warsaw Voice: Polish and Central European Review é um jornal semanário em  idioma Inglês  publicado pela Warsaw Voice SA em Varsóvia, Polônia, concentrando-se em notícias sobre a Polónia e seus vizinhos.
Foi lançado em 23 outubro de 1988, com seções sobre política, economia, social e cultural, e com seções de opiniões. Importantes questões sócio-políticas e econômicas são objetos de relatórios especiais.
A edição impressa tem uma circulação de 10.500 exemplares. Leitores no exterior podem se inscrever na edição on-line.

## Características de Impressão
Formato A4 (230mm x 297 mm), 40 páginas, mínimo de 24 páginas em cores.